# Bitwa pod Benewentem (275 p.n.e.)
Bitwa pod Benewentem – starcie zbrojne, które miało miejsce w roku 275 p.n.e. podczas wojny Pyrrusa z Rzymem. Według źródeł rzymskich wygrali Rzymianie, według greckich, bitwa została nierozstrzygnięta. 
Armią rzymską dowodzili konsulowie na rok 275 p.n.e Maniusz Kuriusz Dentatus i Lucjusz Korneliusz Lentulus. Rzym wystawił 2 armie konsularne, czyli około 40 000 żołnierzy. Armia Pyrrusa liczyła ok. 30 000, w tym około 20 000 piechoty, 3 000 kawalerii i 18 słoni. Do tego trzeba dodać oddziały tarentyńskie, niewielkie kontyngenty sprzymierzeńców italskich i garnizony epirockie z miast Wielkiej Grecji.
Bitwa była taktyczną porażką króla Pyrrusa. Przewaga Rzymian (po wejściu do działań Drugiej Armii Konsularnej) była miażdżąca. Odtąd Tarent walczył już w beznadziejnej sytuacji wspierany przez wojska epirockie, tylko po to, żeby hamować napór Rzymian na miasta Wielkiej Grecji. Sukces Rzymian w tej bitwie był także wyraźnym znakiem wyższości militarnej rzymskich formacji legionowych (szyk manipularny) nad dominującą w armiach greckich od czasów Filipa II Macedońskiego i Aleksandra Wielkiego formacją falangi.
Nie wszyscy historycy zgodni są co do tego, że władca Epiru doznał pełnej porażki w tej bitwie. W armii Pyrrusa Rzymianie po raz pierwszy w swej historii powitali nowoczesnego przeciwnika, występującego do boju w kilku współpracujących formacjach (konnica, falanga, słonie bojowe, lekkozbrojni, łucznicy i procarze). Nieznaczne zwycięstwo Rzymian w starciu z wytrawnym wodzem (dowodząc samodzielnie na polu bitwy nigdy nie przegrał – stawia się go w panteonie największych wodzów starożytności obok Aleksandra Wielkiego i Hannibala) i zażegnanie grożącego odeń niebezpieczeństwa były dla nich wielkimi sukcesami, stąd odbycie tryumfów (jak po zwycięskiej bitwie) może być mylące. Jednakże konsekwencje bitwy były niewątpliwie zwycięstwem republiki rzymskiej. 
Pyrrus nie stanął już więcej przeciw legionom do decydującej bitwy. Brak rezerw i pieniędzy (najemne armie władców hellenistycznych były wielokroć droższe w utrzymaniu, niż obywatelska armia rzymska) uniemożliwiały wielkiemu wodzowi kontynuację kampanii. Tak więc, zwycięstwo Rzymian w tej bitwie miało jednak ogromne znaczenia dla republiki.